# Gustav Diesterweg
Gustav Diesterweg (* 2. Juni 1875 in Berlin; † 4. Januar 1953 in München) war ein deutscher Offizier, zuletzt SS-Brigadeführer und Generalmajor der Waffen-SS im Zweiten Weltkrieg.

## Werdegang
Diesterweg schlug nach dem Ende seiner Schulzeit ab 1894 die Militärlaufbahn bei der preußischen Armee ein und nahm am Ersten Weltkrieg teil. Nach seiner Verabschiedung aus der Armee im Rang eines Majors bestritt er seinen Lebensunterhalt von Frühjahr 1920 bis 1935 mit diversen Beschäftigungen.

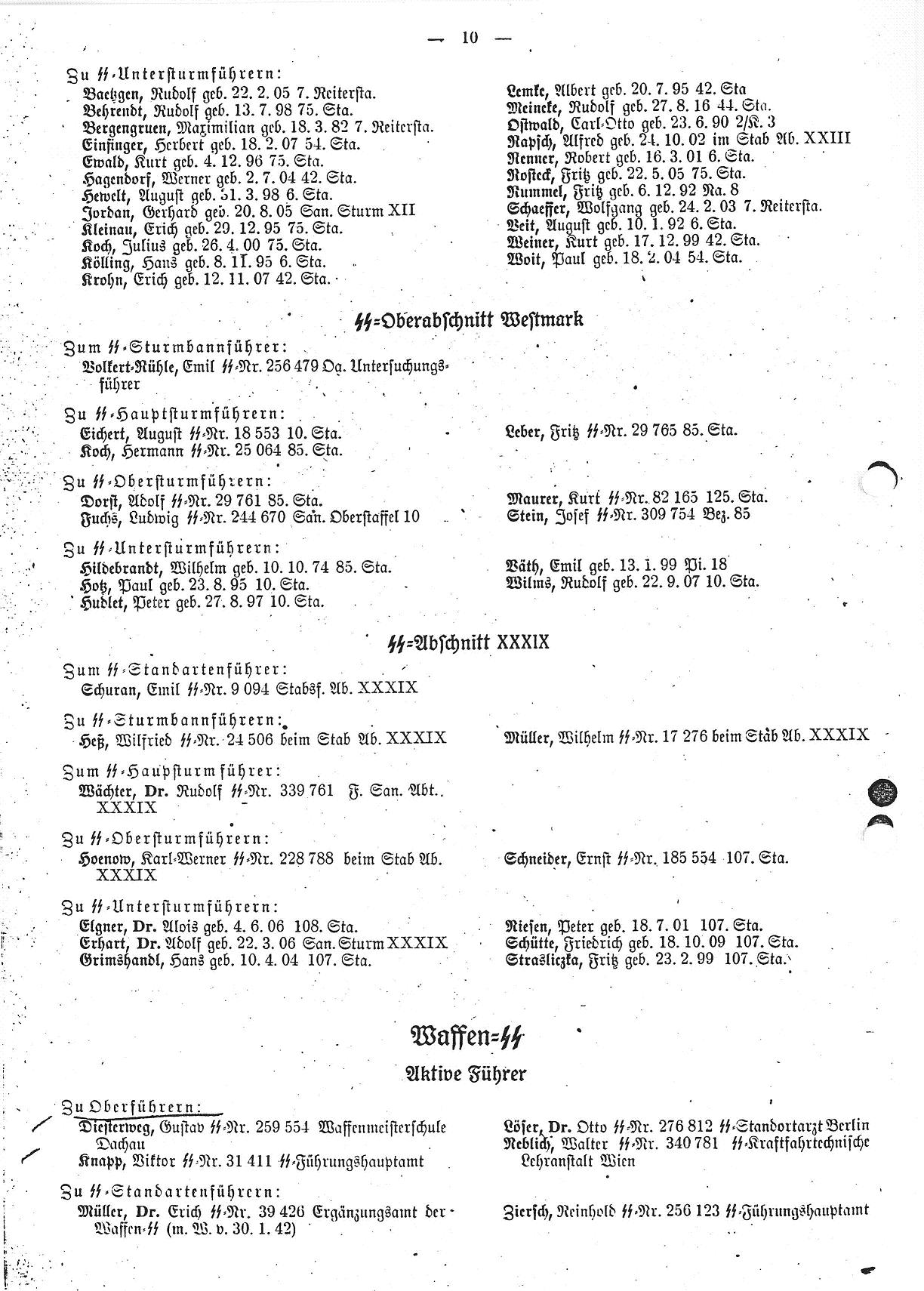
Beförderung zum SS-Oberführer an Hitlers Geburtstag 1942 im SS-Verordnungsblatt

Er trat 1929 der paramilitärischen Organisation Stahlhelm bei und war nach der nationalsozialistischen Machtergreifung 1933/34 SA-Mitglied. Des Weiteren gehörte er der DAF an. 1935 trat er der SS (SS-Nummer 259.554) und zum 1. Mai 1937 der NSDAP bei (Mitgliedsnummer 3.958.887). Außerdem war er Mitglied des Lebensborns.
Nach dem Eintritt in die SS war er zunächst dem SS-Hauptamt (Beschaffungsamt) zugeordnet und wurde ab 1937 dessen Leiter. Während des Zweiten Weltkrieges wechselte er am 1. Januar 1940 als SS-Obersturmbannführer zur Waffen-SS. Zum 1. Oktober 1940 wurde er Leiter der SS-Waffeninspektion (Dienststelle München) und Leiter der SS-Waffenmeisterschule Dachau. Ab dem 20. April 1941 wurde er der Leiter der Waffentechnischen Lehranstalt der SS München-Dachau. Am 25. Januar 1942 wurde er in die Führerreserve der Waffen-SS im SS-Führungshauptamt versetzt. Am 30. Januar 1944 wurde er zum SS-Brigadeführer und Generalmajor der Waffen-SS ernannt.

## Beförderungen
- 1. Januar 1935: SS-Hauptsturmführer[3]
- 30. Januar 1936: SS-Sturmbannführer[3]
- 20. April 1937: SS-Obersturmbannführer[3]
- ?: SS-Standartenführer
- ?: SS-Oberführer
- 30. Januar 1944: SS-Brigadeführer

## Auszeichnungen
- WK I: Eisernes Kreuz, II. Klasse[3]
- WK I: Eisernes Kreuz, I. Klasse[3]
- Landesorden[3]
- Verwundetenabzeichen in Schwarz[3]
- 1934: Ehrenkreuz des Weltkrieges Ehrenkreuz für Frontkämpfer mit Schwertern[3]
- Kriegsverdienstkreuz I. Klasse mit Schwertern
- Kriegsverdienstkreuz II. Klasse mit Schwertern
- Ehrendegen Reichsführer SS[3]
- SS-Ehrenring (SS-Totenkopfring)